# اتساق
الاتساق يقال في علم المنطق عن نظرية أنها متناسقة عندما تخلو من أي تناقضات،  والاتساق (عدم التناقض) هو مقياس الصواب والخطأ في العلوم الصورية (المنطق والرياضيات)، أما العلوم الطبيعية فإن مقياس الصواب والخطأ فيها هو تطابق النتائج مع الواقع.
الخلو من التناقضات يشير إلى كلا التناقضات المعنوية والقواعدية. هذا الخلو من التناقضات يمكن تعريفه بطريقتين: تعريف دلالي أو تعريف نحوي. التعريف الدلالي ينص على أن النظرية متناغمة ومتنسقة إذا وفقط إذا كان لها نموذج. (أنظر نظرية النموذج)، بمعنى أن هنالك تفسير بموجبه جميع الصيغ في النظرية صحيحة. هذا هو المنطق المستخدم في المنطق الأرسطي التقليدي، على الرغم من المنطق الرياضي المعاصر يتم استخدام مصطلح إرضاء بدلاً من ذلك. أما التعريف النحوي ينص على أن النظرية متناغمة ومتنسقة إذا وفقط إذا لم يكن هنالك صيغة P بحيث كلٍ من P و نَفيُها يمكن استنتاجهما وإثباتهما من بديهيات نظرية تحت نفس النظام الاستنتاجي المستخدم.

## الهوامش
1. ↑  قاموس المورد، البعلبكي، بيروت، لبنان.
2. ↑  تارسكي 1946 ذكرها على النحو التالي: "يطلق على النظرية الاستنتاجية متسقة أو غير متعارضة إذا لم يكن بها بيانين من هذه النظرية تتعارض مع بعضها البعض، أو بعبارة أخرى، إذا كان من جملتين تناقض أو واحدة على الأقل لا يمكن اثباتها،" (ص. 135). وأسهب تارسكي في تعريف التعارض بأنه: "باستخدام كلمة ليس يخلق نفي أي جملة، في حال جملتين، بحيث تكون الأولى تنفي الثانية، تسمى الجملة المعارضة." (ص. 20) هذا التعريف يتطلب مفهوم "الإثبات". غودل عام 1931 عرف هذا المفهوم على أنه: "مجموعة الصيغ التي تعرف كأصغر الصيغ في المعادلة والتي تحوي على البديهيات اثباتها وتندرج تحت مسمى "التبعات المباشرة". مثلاً، أي صيغة ج من أ و ب تعرف بأنها تبعة مباشرة من حيث عملها على تأكيد التأكيد أو استبداله: غودل 1931 فان هيجنورت 1967:601. تارسكي يعرف "الدليل" بشكل غير رسمي بانه: "تصريحات تتبع بعضها الواحدة تلو الأخرى في ترتيب واضح … ويرافقه اعتبارات تهدف إلى إثبات صحتها [الاستنتاج صحيح بالنسبة لجميع المعاير الحقيقية -- رايشنباخ 1947:68]. تارسكي 1946:3 و كليين 1952 عرفا المفهوم بمقارنته بالتحريض أو إعادة الصياغة لتسلسل محدد للصيغ وهو إما بديهياً أو "التبعة المباشرة" للصيغ السابقة، ويقال إن إثبات هو دليل لصيغته الأخيرة، وهذه الصيغة (رسمياً) يمكن اثباتها أو أن تكون نظرية (رسمياً) كليين 1952:83.
3. ↑  المعجم الفلسفي (PDF)، مجمع اللغة العربية، القاهرة، جمهورية مصر العربية: الهيئة العامة لشؤون المطابع الأميرية، 1983م - 1403 هـ، ص. 2، مؤرشف من الأصل (PDF) في 5 أبريل 2020 {{استشهاد}}: تحقق من التاريخ في: |سنة= (مساعدة)